# Pseudomiza haemonia
Pseudomiza haemonia là một loài bướm đêm trong họ Geometridae.